# Frontera entre l'Aràbia Saudita i Kuwait
La frontera entre Aràbia Saudita i Kuwait és la frontera de 222 kilòmetres que separa el nord de l'Aràbia Saudita de Kuwait en sentit este-oest Separa les dues majors governacions de Kuwait, Al Ahmadi i Al Jahra, de la província Saudita d'Ash Sharqiyah, on hi ha la ciutat gairebé fronterera de Safaniya.
El seu traçat presenta a l'est, des de la costa del Golf Pèrsic (prop d'Al Khiran), una ruta gairebé rectilínia cap als paral·lels en el primer terç de la frontera. La frontera, en el seu segon terç, té certa sinuositat i va del sud-est al nord-oest, on també s'inicia un segon tram, gairebé rectilini en direcció als paral·lels. Aquest terç final acaba en un trifini Aràbia Saudita - Kuwait - Iraq prop d'Al-Salmi.

## Història
Aquesta frontera va ser definir inicialment al final de la Primera Guerra Mundial el 1918 quan Kuwait es va convertir en un protectorat. Es va confirmar com la frontera entre dos països amb la independència de Kuwait el 1961. Iraq es va annexionar el país, convertint-lo en la seva província número 19 en 1990. Aquest fet va desencadenar l'anomenada Guerra del Golf (1991), quan els Estats Units van liderar una coalició de països per alliberar Kuwait. Al final d'aquesta guerra es va restaurar la sobirania de Kuwait.